# E.A.R
E.A.R (forkortelse af Eternally Amplified Restlessness) er det syvende studiealbum fra den danske rockgruppe Kashmir, der udkom den 18. marts 2013 på Columbia Records og Sony Music. Første single, "Seraphina" havde premiere på P3 den 27. januar 2013, og udkom dagen efter til download. I samme uge blev den valgt til P3s Uundgåelige. Sangen handler ifølge forsanger Kasper Eistrup om afsked, "Det handler faktisk ikke så direkte om død, det handler mere om de ting, man siger farvel til i livet. De kærlighedsforhold, de familiære relationer, som alle mennesker på et eller andet tidspunkt kommer til at sige farvel til", mens Henrik Lindstrand beskriver sangen som "et intuitivt og psykedelisk soulnummer". E.A.R blev bandets fjerde nummer ét-album på album-hitlisten. I maj 2013 modtog albummet guld for 10.000 solgte eksemplarer. E.A.R var det 30. mest solgte album i 2013.

Om "Seraphina" og albummet fortæller Henrik Lindstrand:
| Citat | Den ["Seraphina"] blev til i en positiv og umiddelbar ånd ligesom resten af albummet. Vi sagde, meget bevidst farvel til at arbejde sammen med store amerikanske producere, der har fulgt os på de foregående albummer. Målet var at komme tættere på produktionen og udtrykket. Jeg kan ikke huske, at vi har haft en så legende og umiddelbar pladeindspilning før. Alle beslutninger blev taget ud fra, hvordan følelsen omkring den pågældende sang var på lige netop dét tidspunkt. | Citat |
|       | |       |

"Purple Heart" blev sendt til radiostationerne som albummets anden single den 29. april 2013. Den 10. juli udkom en musikvideo instrueret af Kasper Eistrup på YouTube. I september 2013 blev "Peace in the Heart" udsendt som tredje single.

## Piece 12
Piece 12 er navnet på kommende dokumentarfilm instrueret af Robert Lund. Fem små klip herfra er blevet vist på Kashmirs officielle Facebook-side. Hvert klip fortæller om fem forskellige sange fra albummet. Mere præcist er det sangene "Blood Beech", "Peace in the Heart", "This Love, This Love", "E.A.R" og "Purple Heart", som bandmedlemmerne har valgt at sætte ord på i de cirka tre minutter lange videoklip.

## Spor
Alt tekst skrevet af Kasper Eistrup. 
| #   | Titel                        | Musik                                     | Længde |
| --- | ---------------------------- | ----------------------------------------- | ------ |
| 1.  | "Blood Beech"                | Kasper Eistrup, Mads Tunebjerg            | 4:45   |
| 2.  | "Piece of the Sun"           | Eistrup, Henrik Lindstrand                | 5:24   |
| 3.  | "Peace in the Heart"         | Eistrup                                   | 6:52   |
| 4.  | "Seraphina"                  | Eistrup, Lindstrand, Asger Engholm Techau | 5:34   |
| 5.  | "Milk for the Black Hearted" | Eistrup, Lindstrand, Techau, Tunebjerg    | 5:09   |
| 6.  | "Trench"                     | Eistrup, Lindstrand, Techau, Tunebjerg    | 4:21   |
| 7.  | "Purple Heart"               | Eistrup, Lindstrand                       | 4:57   |
| 8.  | "Pedestals"                  | Eistrup, Lindstrand                       | 8:37   |
| 9.  | "This Love, This Love"       | Eistrup, Lindstrand                       | 4:14   |
| 10. | "Foe to Friend"              | Eistrup, Lindstrand, Techau, Tunebjerg    | 4:22   |
| 11. | "E.A.R"                      | Eistrup, Lindstrand, Techau, Tunebjerg    | 3:55   |
| 12. | "Peace in Our Time"          | Eistrup                                   | 1:59   |